# Elfyn Evans
Elfyn Rhys Evans (Dolgellau, 28 dicembre 1988) è un pilota di rally britannico, vincitore del WRC Academy nel 2012.

## Carriera

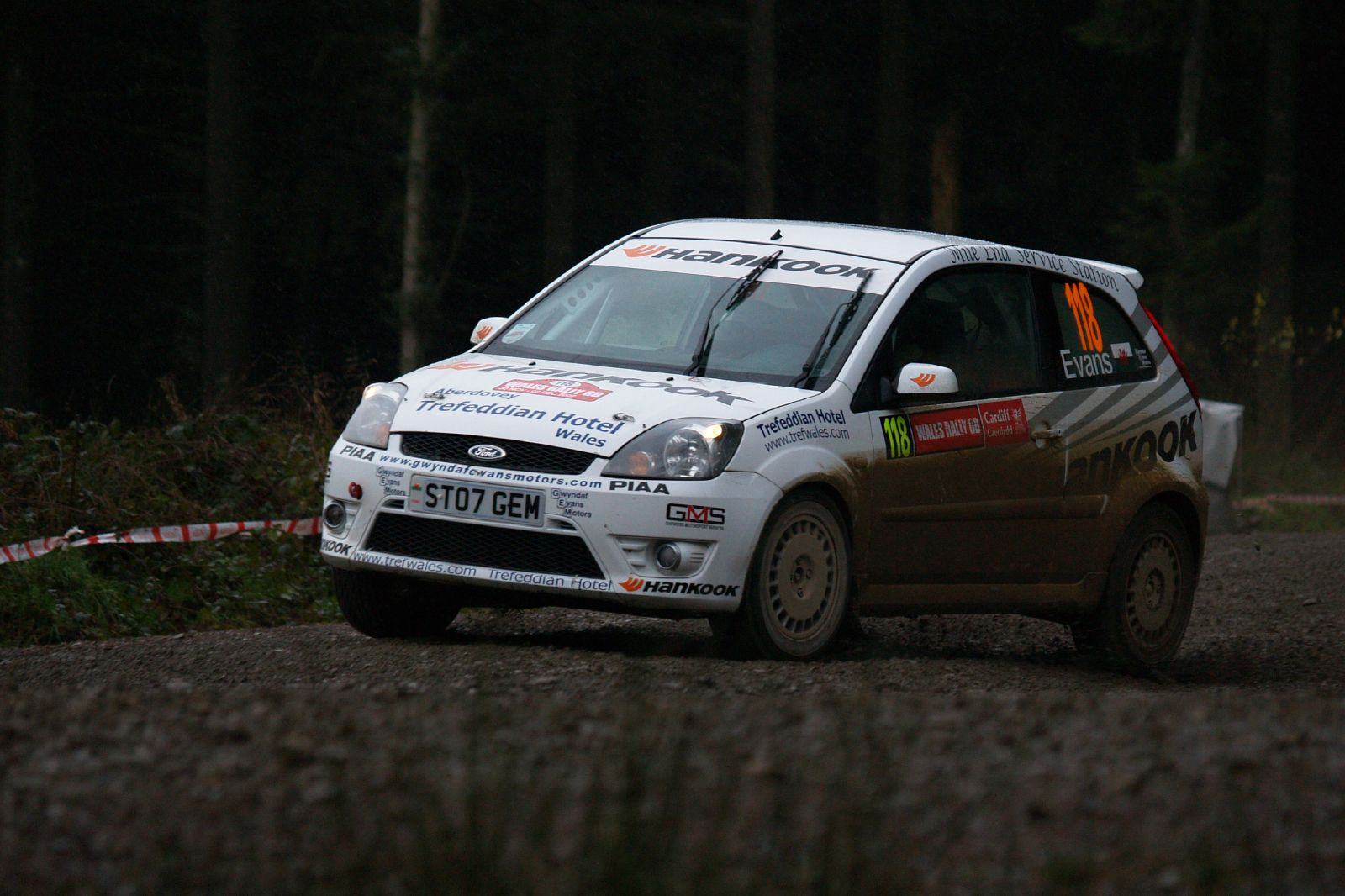
Evans al rally di Gran Bretagna 2007

Nel 2006 arriva secondo nel F1000 Rally Championship. Nel 2007 giunge secondo nel Fiesta Sporting Trophy, categoria in cui si afferma campione nel 2008. Intanto debutta nel mondiale rally nel 2007, nel Rally di Gran Bretagna a bordo di una Ford Fiesta. Nel 2010 vince nel Fiesta Sporting Trophy e nel Junior British Rally Championship. Nel 2011 giunge secondo nel campionato britannico di rally e partecipa a qualche prova del mondiale rally. Nel 2012 è campione del WRC Academy.
Nel 2013 corre nel mondiale rally, a bordo della Ford Fiesta del team Qatar M-Sport WRT, concludendo al 20º posto con 12 punti.
Dal 2014 al 2019 ha corso per il team M-Sport con la Ford Fiesta RS WRC.
Nel 2020 passa al team Toyota Gazoo Racing Wrc, alla guida di una Toyota Yaris. Disputa la sua miglior stagione in carriera, vince 2 rally, e si presenta all'ultimo appuntamento, il rally di Monza, da leader del mondiale, con 14 punti di vantaggio sul compagno di squadra, il pentacampione Sébastien Ogier.Un errore lo costringe al ritiro, facendogli perdere così la grande occasione di aggiudicarsi il titolo mondiale che ormai sembrava cosa fatta con 14 punti da amministrare.Il titolo va così appannaggio di Ogier che conquista il suo settimo iride. Nel 2021 si conferma vicecampione del mondo, sempre alle spalle di Sébastien Ogier, che conquista il suo ottavo titolo mondiale rally.

## Palmarès
- WRC Academy (2012)
- Campionato britannico rally (2016)

## Risultati nel mondiale rally

### Risultati nel WRC
| 2007 | Scuderia | Vettura        |  |  |  |  |  |  |  |  |  |  |  |  |  |  |  |    | Punti | Pos. |
| ---- | -------- | -------------- |  |  |  |  |  |  |  |  |  |  |  |  |  |  |  | -- | ----- | ---- |
| 2007 |          | Ford Fiesta ST |  |  |  |  |  |  |  |  |  |  |  |  |  |  |  | 42 | 0     |      |

| 2011 | Scuderia | Vettura        |  |  |  |  |  |  |  |     |  |  |    |  |     |  |  |  | Punti | Pos. |
| ---- | -------- | -------------- |  |  |  |  |  |  |  | --- |  |  | -- |  | --- |  |  |  | ----- | ---- |
| 2011 |          | Ford Fiesta R2 |  |  |  |  |  |  |  | Rit |  |  | 16 |  | Rit |  |  |  | 0     |      |

| 2013 | Scuderia      | Vettura                                           |  |  |  |    |  |  |   |     |   |  |    |     |   |  |  |  | Punti | Pos. |
| ---- | ------------- | ------------------------------------------------- |  |  |  | -- |  |  | - | --- | - |  | -- | --- | - |  |  |  | ----- | ---- |
| 2013 | Qatar M-Sport | Ford Fiesta RRC Ford Fiesta RS WRC Ford Fiesta R5 |  |  |  | 23 |  |  | 6 | Rit | 6 |  | 11 | Rit | 8 |  |  |  | 20    | 12º  |

| 2014 | Scuderia | Vettura            |   |     |   |    |   |   |    |   |    |   |    |    |   |  |  |  | Punti | Pos. |
| ---- | -------- | ------------------ | - | --- | - | -- | - | - | -- | - | -- | - | -- | -- | - |  |  |  | ----- | ---- |
| 2014 | M-Sport  | Ford Fiesta RS WRC | 6 | Rit | 4 | 22 | 7 | 5 | 35 | 7 | 41 | 8 | 62 | 14 | 5 |  |  |  | 81    | 8º   |

| 2015 | Scuderia | Vettura            |   |   |   |   |    |   |    |    |   |   |   |    |   |  |  |  | Punti | Pos. |
| ---- | -------- | ------------------ | - | - | - | - | -- | - | -- | -- | - | - | - | -- | - |  |  |  | ----- | ---- |
| 2015 | M-Sport  | Ford Fiesta RS WRC | 7 | 6 | 4 | 3 | 69 | 4 | 50 | 12 | 6 | 9 | 2 | 34 | 6 |  |  |  | 89    | 7º   |

| 2016 | Scuderia | Vettura        |   |   |  |    |    |  |    |    |  |  |    |  |  |  |  |  | Punti | Pos. |
| ---- | -------- | -------------- | - | - |  | -- | -- |  | -- | -- |  |  | -- |  |  |  |  |  | ----- | ---- |
| 2016 | M-Sport  | Ford Fiesta R5 | 8 | 9 |  | 17 | 30 |  | 13 | 11 |  |  | 11 |  |  |  |  |  | 6     | 20º  |

| 2017 | Scuderia | Vettura         |    |   |   |    |   |    |     |   |   |   |   |   |   |  |  |  | Punti | Pos. |
| ---- | -------- | --------------- | -- | - | - | -- | - | -- | --- | - | - | - | - | - | - |  |  |  | ----- | ---- |
| 2017 | M-Sport  | Ford Fiesta WRC | 64 | 6 | 9 | 21 | 2 | 63 | Rit | 8 | 2 | 6 | 7 | 1 | 5 |  |  |  | 128   | 5º   |

| 2018 | Scuderia     | Vettura         |   |    |     |   |   |    |     |   |    |     |    |    |    |  |  |  | Punti | Pos. |
| ---- | ------------ | --------------- | - | -- | --- | - | - | -- | --- | - | -- | --- | -- | -- | -- |  |  |  | ----- | ---- |
| 2018 | M-Sport Ford | Ford Fiesta WRC | 6 | 14 | Rit | 5 | 6 | 25 | 145 | 7 | 25 | 125 | 20 | 34 | 64 |  |  |  | 80    | 7º   |

| 2019 | Scuderia         | Vettura         |     |    |   |   |     |   |   |    |  |  |  |    |    |  |  |  | Punti | Pos. |
| ---- | ---------------- | --------------- | --- | -- | - | - | --- | - | - | -- |  |  |  | -- | -- |  |  |  | ----- | ---- |
| 2019 | M-Sport Ford WRT | Ford Fiesta WRC | Rit | 53 | 3 | 3 | Rit | 4 | 5 | 45 |  |  |  | 54 | 62 |  |  |  | 102   | 5º   |

| 2020 | Scuderia                | Vettura   |    |   |   |    |    |   |     |  |  |  |  |  |  |  |  |  | Punti | Pos. |
| ---- | ----------------------- | --------- | -- | - | - | -- | -- | - | --- |  |  |  |  |  |  |  |  |  | ----- | ---- |
| 2020 | Toyota Gazoo Racing WRT | Yaris WRC | 34 | 1 | 4 | 42 | 14 | 4 | 293 |  |  |  |  |  |  |  |  |  | 114   | 2º   |

| 2021 | Scuderia                | Vettura   |    |   |    |   |   |     |    |    |    |   |   |    |  |  |  |  | Punti | Pos. |
| ---- | ----------------------- | --------- | -- | - | -- | - | - | --- | -- | -- | -- | - | - | -- |  |  |  |  | ----- | ---- |
| 2021 | Toyota Gazoo Racing WRT | Yaris WRC | 23 | 5 | 24 | 1 | 2 | 103 | 54 | 45 | 62 | 1 | 2 | 24 |  |  |  |  | 207   | 2º   |

| 2022 | Scuderia                | Vettura                |     |     |    |    |     |   |   |    |   |     |     |   |   |  |  |  | Punti | Pos. |
| ---- | ----------------------- | ---------------------- | --- | --- | -- | -- | --- | - | - | -- | - | --- | --- | - | - |  |  |  | ----- | ---- |
| 2022 | Toyota Gazoo Racing WRT | GR Yaris Rally1 Hybrid | 212 | Rit | 53 | 25 | 113 | 2 | 2 | 43 | 2 | Rit | Rit | 6 | 5 |  |  |  | 134   | 4º   |

| 2023 | Scuderia                | Vettura                |    |    |   |   |     |   |    |    |   |   |    |     |   |  |  |  | Punti | Pos. |
| ---- | ----------------------- | ---------------------- | -- | -- | - | - | --- | - | -- | -- | - | - | -- | --- | - |  |  |  | ----- | ---- |
| 2023 | Toyota Gazoo Racing WRT | GR Yaris Rally1 Hybrid | 43 | 52 | 3 | 1 | Rit | 4 | 35 | 42 | 1 | 2 | 32 | 311 | 1 |  |  |  | 216   | 2º   |

| 2024 | Scuderia                | Vettura                       |    |   |    |    |   |    |   |   |     |     |    |    |    |  |  |  | Punti | Pos. |
| ---- | ----------------------- | ----------------------------- | -- | - | -- | -- | - | -- | - | - | --- | --- | -- | -- | -- |  |  |  | ----- | ---- |
| 2024 | Toyota Gazoo Racing WRT | Toyota GR Yaris Rally1 Hybrid | 34 | 2 | 45 | 25 | 6 | 43 | 2 | 5 | Rit | 183 | 25 | 23 | 13 |  |  |  | 210   | 2º   |

| 2025 | Scuderia                | Vettura                |   |   |   |   |   |    |   |    |    |  |  |  |  |  |  |  | Punti | Pos. |
| ---- | ----------------------- | ---------------------- | - | - | - | - | - | -- | - | -- | -- |  |  |  |  |  |  |  | ----- | ---- |
| 2025 | Toyota Gazoo Racing WRT | Toyota GR Yaris Rally1 | 2 | 1 | 1 | 3 | 6 | 45 | 4 | 65 | 45 |  |  |  |  |  |  |  | 176   |      |

| Legenda | 1º posto | 2º posto | 3º posto | A punti | Senza punti | Ritirato | Squalificato | NP=Non partito C=Gara cancellata | Apice=Power stage |

### Risultati WRC-2
| 2013 | Scuderia          | Vettura                        |  |  |  |   |  |  |  |     |   |  |   |     |   |  |  |  | Punti | Pos. |
| ---- | ----------------- | ------------------------------ |  |  |  | - |  |  |  | --- | - |  | - | --- | - |  |  |  | ----- | ---- |
| 2013 | Qatar M-Sport WRT | Ford Fiesta RRC Ford Fiesta R5 |  |  |  | 8 |  |  |  | Rit | 2 |  | 2 | Rit | 1 |  |  |  | 65    | 7º   |

| 2016 | Scuderia | Vettura        |   |   |  |   |    |  |   |   |  |  |   |  |  |  |  |  | Punti | Pos. |
| ---- | -------- | -------------- | - | - |  | - | -- |  | - | - |  |  | - |  |  |  |  |  | ----- | ---- |
| 2016 | M-Sport  | Ford Fiesta R5 | 1 | 1 |  | 4 | 14 |  | 2 | 3 |  |  | 1 |  |  |  |  |  | 120   | 3º   |

| Legenda | 1º posto | 2º posto | 3º posto | A punti | Senza punti | Ritirato | Squalificato | NP=Non partito C=Gara cancellata | Apice=Power stage |

### Risultati WRC Academy
| 2012 | Scuderia    | Vettura        |  |  |  |   |  |   |  |   |   |  |   |  |   |  |  |  | Punti | Pos. |
| ---- | ----------- | -------------- |  |  |  | - |  | - |  | - | - |  | - |  | - |  |  |  | ----- | ---- |
| 2012 | Elfyn Evans | Ford Fiesta R2 |  |  |  | 8 |  | 1 |  | 1 | 1 |  | 1 |  | 3 |  |  |  | 144   | 1º   |

| Legenda | 1º posto | 2º posto | 3º posto | A punti | Senza punti | Ritirato | Squalificato | NP=Non partito C=Gara cancellata | Apice=Power stage |

### Risultati ERC
| Anno | Scuderia                 | Vettura        | Spagna (bandiera) | Irlanda (bandiera) | Grecia (bandiera) | Portogallo (bandiera) | Belgio (bandiera) | Estonia (bandiera) | Polonia (bandiera) | Rep. Ceca (bandiera) | Lettonia (bandiera) | Cipro (bandiera) | Pos | Punti |
| ---- | ------------------------ | -------------- | ----------------- | ------------------ | ----------------- | --------------------- | ----------------- | ------------------ | ------------------ | -------------------- | ------------------- | ---------------- | --- | ----- |
| 2016 | DMACK British Rally Team | Ford Fiesta R5 | CAN               | CIR Rit            | ACR               | AZR                   | YPR               | EST                | RZE                | BAR                  | LIE                 | CIP              | NC  | 0     |

## Vittorie nei rally

### Vittorie nel WRC Academy
| Nº | Anno | Rally               | Copilota       | Vettura        |
| -- | ---- | ------------------- | -------------- | -------------- |
| 1  | 2012 | Rally dell'Acropoli | Andrew Edwards | Ford Fiesta R2 |
| 2  | 2012 | Rally di Finlandia  | Philip Pugh    | Ford Fiesta R2 |
| 3  | 2012 | Rally di Germania   | Philip Pugh    | Ford Fiesta R2 |
| 4  | 2012 | Rally d'Alsazia     | Philip Pugh    | Ford Fiesta R2 |

### Vittorie nel WRC-2
| Nº | Anno | Rally                  | Copilota       | Vettura        | Squadra                        |
| -- | ---- | ---------------------- | -------------- | -------------- | ------------------------------ |
| 1  | 2013 | Rally di Gran Bretagna | Daniel Barritt | Ford Fiesta R5 | Qatar M-Sport World Rally Team |
| 2  | 2016 | Rally di Monte Carlo   | Craig Parry    | Ford Fiesta R5 | M-Sport World Rally Team       |
| 3  | 2016 | Rally di Svezia        | Craig Parry    | Ford Fiesta R5 | M-Sport World Rally Team       |
| 4  | 2016 | Tour de Corse          | Craig Parry    | Ford Fiesta R5 | M-Sport World Rally Team       |

### Vittorie nel WRC
| Nº | Anno | Rally                  | Copilota       | Vettura                       | Squadra                  |
| -- | ---- | ---------------------- | -------------- | ----------------------------- | ------------------------ |
| 1  | 2017 | Rally di Gran Bretagna | Daniel Barritt | Ford Fiesta WRC               | M-Sport World Rally Team |
| 2  | 2020 | Rally di Svezia        | Scott Martin   | Toyota Yaris WRC              | Toyota Gazoo Racing WRT  |
| 3  | 2020 | Rally di Turchia       | Scott Martin   | Toyota Yaris WRC              | Toyota Gazoo Racing WRT  |
| 4  | 2021 | Rally del Portogallo   | Scott Martin   | Toyota Yaris WRC              | Toyota Gazoo Racing WRT  |
| 5  | 2021 | Rally di Finlandia     | Scott Martin   | Toyota Yaris WRC              | Toyota Gazoo Racing WRT  |
| 6  | 2023 | Rally di Croazia       | Scott Martin   | Toyota GR Yaris Rally1 Hybrid | Toyota Gazoo Racing WRT  |
| 7  | 2023 | Rally di Finlandia     | Scott Martin   | Toyota GR Yaris Rally1 Hybrid | Toyota Gazoo Racing WRT  |
| 8  | 2023 | Rally del Giappone     | Scott Martin   | Toyota GR Yaris Rally1 Hybrid | Toyota Gazoo Racing WRT  |
| 9  | 2024 | Rally del Giappone     | Scott Martin   | Toyota GR Yaris Rally1 Hybrid | Toyota Gazoo Racing WRT  |
| 10 | 2025 | Rally di Svezia        | Scott Martin   | Toyota GR Yaris Rally1        | Toyota Gazoo Racing WRT  |
| 11 | 2025 | Safari Rally           | Scott Martin   | Toyota GR Yaris Rally1        | Toyota Gazoo Racing WRT  |

### Vittorie in altri Rally
| Nº | Anno | Campionato            | Rally                                             | Copilota         | Vettura                       |
| -- | ---- | --------------------- | ------------------------------------------------- | ---------------- | ----------------------------- |
| 1  | 2008 | Fiesta Sport Trophy   | Galway International Rally Fiesta Sporting Trophy | Gareth Roberts   | Ford Fiesta Mk5 ST            |
| 2  | 2008 | Fiesta Sport Trophy   | Circuit of Ireland Fiesta Sporting Trophy         | Gareth Roberts   | Ford Fiesta Mk5 ST            |
| 3  | 2011 | Campionato britannico | Bulldog International Rally of North Wales        | Andrew Edwards   | Subaru Impreza STi N15        |
| 4  | 2011 | Campionato britannico | Trackrod Rally Yorkshire                          | Andrew Edwards   | Subaru Impreza STi N15        |
| 5  | 2016 | Campionato britannico | Mid Wales Stages                                  | Craig Parry      | Ford Fiesta R5                |
| 6  | 2016 | Campionato britannico | RSAC Scottish Rally                               | Craig Parry      | Ford Fiesta R5                |
| 7  | 2016 | Campionato britannico | Nicky Grist Stages 100                            | Craig Parry      | Ford Fiesta R5                |
| 8  | 2016 | Trofeo Celtico        | John Mulholland Motors Ulster Rally               | Craig Parry      | Ford Fiesta R5                |
| 9  | 2016 | Trofeo Celtico        | Rally Isle of Man                                 | Craig Parry      | Ford Fiesta R5                |
| 10 | 2016 | -                     | Memorial Bettega                                  | Senza navigatore | Ford Fiesta RS WRC            |
| 11 | 2024 | Campionato finlandese | Rally Artico                                      | Scott Martin     | Toyota GR Yaris Rally1 Hybrid |